# Șumugiu
Șumugiuⓘ – wieś w Rumunii, w okręgu Bihor, w gminie Hidișelu de Sus. W 2011 roku liczyła 460 mieszkańców.